# Чемпионат Европы по настольному теннису 1990
17-й Чемпионат Европы по настольному теннису проходил с 8 по 16 апреля 1990 года в Гётеборге (Швеция).

## Медалисты

### Мужчины
| Разряд               | Золото                                                                                      | Серебро                                                                       | Бронза                                         |
| -------------------- | ------------------------------------------------------------------------------------------- | ----------------------------------------------------------------------------- | ---------------------------------------------- |
| Одиночный разряд     | Микаэль Аппельгрен                                                                          | Анджей Грубба                                                                 | Жан-Филипп Гасьен                              |
| Одиночный разряд     | Микаэль Аппельгрен                                                                          | Анджей Грубба                                                                 | Йёрг Росскопф                                  |
| Парный разряд        | Илья Лупулеску Зоран Приморац                                                               | Йёрг Росскопф Штеффен Фецнер                                                  | Петер Карлссон Томас фон Шеле                  |
| Парный разряд        | Илья Лупулеску Зоран Приморац                                                               | Йёрг Росскопф Штеффен Фецнер                                                  | Андрей Мазунов Дмитрий Мазунов                 |
| Командное первенство | Швеция · Петер Карлссон · Ян-Уве Вальднер · Микаэль Аппельгрен · Эрик Линд · Йёрген Перссон | ФРГ · Йёрг Росскопф · Штеффен Фецнер · Георг Бём · Торбен Восик · Петер Франц | Англия · Десмонд Дуглас · Карл Прин · Алан Кук |

### Женщины
| Разряд               | Золото                                                | Серебро                                                          | Бронза                                     |
| -------------------- | ----------------------------------------------------- | ---------------------------------------------------------------- | ------------------------------------------ |
| Одиночный разряд     | Даниела Гергелчева                                    | Ту Дай Юн                                                        | Габриэлла Вирт                             |
| Одиночный разряд     | Даниела Гергелчева                                    | Ту Дай Юн                                                        | Отилия Бэдеску                             |
| Парный разряд        | Чилла Баторфи Габриэлла Вирт                          | Ирина Палина Елена Тимина                                        | Галина Мельник Валентина Попова            |
| Парный разряд        | Чилла Баторфи Габриэлла Вирт                          | Ирина Палина Елена Тимина                                        | Эммануэль Куба Ван Сяомин                  |
| Командное первенство | Венгрия · Чилла Баторфи · Габриэлла Вирт · Эдит Урбан | Чехословакия · Мария Грахова · Рената Касалова · Алена Шафаржова | Югославия · Ясна Фазлич · Гордана Перкучин |

### Микст
| Разряд           | Золото                       | Серебро                       | Бронза                     |
| ---------------- | ---------------------------- | ----------------------------- | -------------------------- |
| Смешанный разряд | Жан-Филипп Гасьен Ван Сяомин | Жан-Мишель Сев Габриэлла Вирт | Штеффен Фецнер Ольга Немеш |
| Смешанный разряд | Жан-Филипп Гасьен Ван Сяомин | Жан-Мишель Сев Габриэлла Вирт | Дин И Даниела Гергелчева   |